# Olivier de Termes
Olivier de Termes, narozený kolem roku 1200 v Termes (Aude) a zemřelý 12. srpna 1274 v Saint-Jean-d'Acre v Jeruzalémském království, byl jedním z nejslavnějších rytířů 13. století, nejaktivnějším odpůrcem albigenského křížového tažení a ochráncem katarů. Později se stal věrným stoupencem krále Ludvíka IX. Francouzského a katolické církve v Languedocu a Svaté zemi, kde v roce 1274 zemřel v čele křižáckých vojsk.
Olivier si získal velkou slávu mezi svými současníky a stal se blízkým přítelem několika králů a papežů díky své energii, statečnosti a mistrovství v umění obléhání a partyzánské války, které prokazoval až do své smrti.

## Dětství
Olivier se narodil kolem roku 1200 v bohaté šlechtické rodině, která konvertovala ke katarismu a ovládala kolem hradu Termes asi šedesát vesnic a osad. Jeho mládí bylo dramaticky poznamenáno začátkem albigenského křížového tažení: v roce 1210, po dobytí hradu Termes Simonem IV. de Montfort, přišel o otce a majetek, ale mohl pozorovat techniky obléhání a partyzánské války, v nichž se později stal velkým odborníkem. Vzdělání dokončil ve Vallespiru, odkud pocházela jeho matka. Tam se setkal se svými budoucími lenními pány, jejichž důvěrníkem se stal: Jakubem I., králem Aragonie, Raimondem Mladším, hrabětem z Toulouse, který doprovázel svého otce Raymonda VI. z Toulouse do exilu, a Raimondem II. Trencavelem, vikomtem z Carcassonne. Všichni čtyři byli ze stejné generace, stali se oběťmi křížové výpravy a byli naplněni duchem odplaty.

## Lenní služby
Olivier se tedy dal do služeb těchto tří pánů a vyznamenal se v mnoha vojenských operacích: pro hraběte z Toulouse bránil vesnici Labécède-Lauragais obléhanou armádou francouzského krále (1227); pro krále Aragonu Jakuba I. se účastnil dobytí Mallorky na Maurech; pro hraběte z Toulouse několikrát spravoval město Narbonne, které se vzbouřilo proti svému biskupovi a inkvizici (mezi lety 1234 a 1242); spolu s Raimondem Trencavelem povstal proti králi v Corbières a vedl obléhání Carcassonne (1240) atd. Jako odměnu obdržel léna v Lauragais, včetně Bramu, v Roussillonu a na Mallorce.

## Ve službách francouzského krále
Poté, co se jeho lenní páni definitivně smířili s Ludvíkem IX., vstoupil v roce 1245 do služeb francouzského krále. Během sedmé křížové výpravy se Olivier, jemuž král svěřil funkci mistra kuše (tj. velitele dělostřelectva), vyznamenal při obraně Damiette (Egypt, 1250) a při záchraně Joinville v Baniyas (Palestina, 1253). Vděčný svatý Ludvík vrátil Olivierovi jeho panství v Termes. Po návratu do Francie v roce 1255 Olivier ukončil pacifikaci Languedocu tím, že dosáhl kapitulace hradu Quéribus (1255), a poté se vydal ke dvoru, kde působil jako poradce krále v záležitostech týkajících se Languedocu, Aragonu a Kastilie. Olivier, který byl také blízkým přítelem Jakuba I. Aragonského, byl nepochybně jedním z tvůrců smlouvy z Corbeil (1258) uzavřené mezi oběma králi, která na čtyři století stanovila hranici mezi Aragonií a Francií.

## Ve službách Boha
Od roku 1257 se Olivier zabýval spasením své duše a rozhodl se vstoupit do služeb Boha. Během několika let zlikvidoval své panství, včetně hradu Aguilar, který nechal postavit, aby rozdělil značné dary opatství Fontfroide a dalším náboženským institucím a financoval vojenskou výpravu do Svaté země. V roce 1264 se tam vrátil v čele královského kontingentu a v roce 1269 se stal senešalem Jeruzalémského království, tedy velitelem armád Svaté země, kde vedl aktivní boj proti muslimům. Zúčastnil se osmé křížové výpravy, když se připojil k Ludvíkovi IX. v Tunisu (1270), a poté se vrátil do Svaté země v čele nového kontingentu placeného papežem a králem (1274). Zemřel tam 12. srpna 1274. Olivier nebyl pohřben ve Svaté zemi, ale možná odpočívá ve Fontfroide, u kaple Saint-Bernard, kterou nechal postavit.
Olivier de Termes se přidal ke katolické církvi a francouzskému králi a ovlivnil i celé své okolí, čímž nepochybně značně usnadnil dosažení některých velkých cílů francouzského krále a církve: začlenění Languedocu do Francie, boj proti kacířství katarů, vybudování moderní církve v Languedocu a boj proti muslimům.

## Erby
V 19. století byl Olivierovi de Termes omylem přisouzen erb „azurový, se třemi stříbrnými plameny vycházejícími z vrcholu“ a poté „stříbrný s červeným lvem“, namalovaný v sále Křížových výprav v zámku ve Versailles. Ve skutečnosti Olivier na svých dvou po sobě jdoucích pečetích nechal vyobrazit jednobarevný štít, který Laurent Macé považuje za zelené pole připomínající zelenou barvu olivovníků.

## Rodina a potomci
Olivier byl ženatý s šlechtičnou jménem Thérès, s níž měl syna Raimunda. Ten se oženil s Guilherme de Saissac. Z tohoto manželství vzešli synové Guilhem a Arnaud, kteří se později stali konzuly města Palma de Mallorca.
Olivier měl ještě dva nevlastní bratry, syny své matky z jejího druhého manželství. Oba ho v roce 1264 doprovázeli do Svaté země, kde také zemřeli. Ramon de Serrallonga se utopil v roce 1265 a Bernat-Hug de Serrallonga zemřel 19. prosince 1269 v Akkonu.